# Ole-Jørgen Nilsen
Ole-Jørgen Nilsen (* 28. Februar 1936 in Halden; † 15. Juni 2008 in Oslo) war ein norwegischer Schauspieler und Theaterintendant.
Nilsen ließ sich an der Theaterhochschule in Oslo ausbilden und debütierte im Jahr seines Abschlusses, 1959, gleich an der größten Bühne des Landes, dem Nationaltheatret. Ein erstes festes Engagement erhielt er 1961 am Trøndelag Teater in Trondheim, an dem er kurzzeitig auch als Regisseur arbeitete. Von 1968 bis 1973 gehörte er dem Ensemble von Det Norske Teatret, der größten Nynorsk-Bühne des Landes, an. Während dieser Zeit überzeugte er unter anderem in einigen ausländischen Gegenwartsstücken, zum Beispiel in der Rolle des van Gogh in Ernst Bruun Olsens „Der Postmann von Arles“.
Nach einem Abstecher zum Fjernsynsteater der staatlichen Rundfunkgesellschaft NRK kehrte er 1977 an das Nationaltheatret zurück. Hier war er in mehreren großen Klassikerinszenierungen zu sehen, so in Henrik Ibsens Peer Gynt, Friedrich Schillers Maria Stuart und August Strindbergs Nach Damaskus.
Bekanntheit erlangte Nilsen ab 1961 auch durch über zwanzig Film- und Fernsehrollen. Er wirkte unter anderem in mehreren Folgen der norwegischen Olsenbande-Remakes mit.
1978 war Nilsen Mitbegründer des norwegischen Schauspielerverbandes und dessen erster Vorsitzender. Zwischen 1988 und 1989 führte er gemeinsam mit Ellen Horn das Nationaltheatret als Intendant.

## Filmografie
- 1961: Hans Nielsen Hauge
- 1968: Hennes meget kongelige høyhet als Anderson
- 1970: Love Is War als Espen
- 1972: Lukket avdeling als Paulus
- 1972: Fleksnes fataliteter als Lege
- 1972: Olsenbanden tar gull als Ricco
- 1972: Motforestilling
- 1973: Et dukkehjem als Sakfører Krogstad
- 1974: Bobbys Krieg  (Bobbys krig) als Klaus
- 1975: Faneflukt als Polizist Lind
- 1976: Olsenbanden for full musikk als Sjåføren
- 1976: Angst als Lendl
- 1978: Blindpassasjer (Fernsehserie) als Byråkraten
- 1979: Rallarblod (1979) als Øl-Kalle
- 1979: Olsenbanden og Dynamitt-Harry mot nye høyder als Schwarzer Baron
- 1981: Olsenbanden gir seg aldri! als Direktor von TeamFinans
- 1982: Olsenbandens aller siste kupp als Bodyguard
- 1984: Men Olsenbanden var ikke død! als Zöllner
- 1985: Galskap! als Erik
- 1985: The Last Place on Earth (Fernsehserie) als Alfred Eriksen
- 1988: Kamilla und der Dieb (Kamilla og tyven) als Thygesen
- 1997: Justitia – Blinde Göttin (Blind gudinne) als Bjerke
- 2000: De 7 dødssyndene
- 2000: Hovmod
- 2001: Rosmersholm
- 2002: De beste går først als Ragnar
- 2002: Folk flest bor i Kina als Ragnar
- 2003: United als Johansen
- 2004: Selected Shorts #2: European Award Winners
- 2004: Johnny und Johanna (Johnny og Johanna oder Aldri mer penger for vennskap) als Onkel Kalle
- 2004: Lies Inc. als Benefactor
- 2004–2006: Hotel Cæsar (Fernsehserie) als Hans Fredrik Rosenkrantz
- 2007: Citizen X  als the boss